# Christy Mack
Christy Mack (ur. 9 maja 1991 w South Chicago Heights, w hrabstwie Cook) – amerykańska modelka i aktorka pornograficzna.

## Życiorys

### Wczesne lata
Urodziła się w South Chicago Heights w stanie Illinois jako córka Erin Mackinday. W 2009 ukończyła Columbus North High School w Columbus w stanie Indiana. Jej pierwszą pracą było tańczenie w przebraniu goryla przed sklepem Sprint.

### Kariera
W wieku 18 lat rozpoczęła karierę jako fotomodelka. Mając 19 lat została modelką fetysz, co z kolei doprowadziło do sesji zdjęciowych dla dorosłych.
Wśród znanych firm Mack występowała w filmach dla dorosłych Evil Angel, Digital Playground, Pulse Distribution, Elegant Angel, Wicked Pictures i Jules Jordan Video. Była obsadzona w parodiach porno takich jak Dark Knight XXX: A Porn Parody (2012) czy Wanderlust (2013). Pracowała też dla różnych stron internetowych, takich jak Brazzers, BangBros i Naughty America, a także pojawiła się w takich popularnych magazynach tatuażu jak „Inked” i „Rebel Ink”.

## Życie prywatne
8 sierpnia 2014 w Las Vegas Christy Mack została brutalnie pobita przez swojego byłego, Jona Koppenhavera, znanego jako „War Machine”, byłego zawodnika MMA w latach 2004–2013. Miała 18 potrzaskanych kości, nos złamany w dwóch miejscach, powybijane zęby, połamane żebra i uszkodzoną wątrobę. Pobity został także jej ówczesny chłopak Corey Thomas (złamanie nosa i wybicie barku), z którym Christy Mack zaczęła chodzić przed sierpniem 2014. W Las Vegas odbyła się rozprawa w sprawie usiłowania zabójstwa Christy Mack. „War Machine” został uznany winnym 29 z 34 stawianych mu zarzutów, wśród których były między innymi próba porwania, pobicie, napaść na tle seksualnym i gwałt, a sąd skazał go na dożywocie z możliwością ubiegania się o wcześniejsze zwolnienie z więzienia po 36 latach.

## Nagrody i nominacje
| Rok  | Nagroda          | Kategoria                                                       | Film                                     | Inni wykonawcy                                                                                  | Rezultat  |
| ---- | ---------------- | --------------------------------------------------------------- | ---------------------------------------- | ----------------------------------------------------------------------------------------------- | --------- |
| 2009 | FreeOnes         | Miss FreeOnes                                                   | –                                        | –                                                                                               | Wygrana   |
| 2009 | FreeOnes         | Nowa nowicjuszka                                                | –                                        | –                                                                                               | Wygrana   |
| 2009 | Venus Award      | Najlepsza aktorka międzynarodowa                                | –                                        | –                                                                                               | Wygrana   |
| 2014 | AVN Award        | Najlepsza scena seksu grupowego samych dziewczyn                | Brazzers Presents: The Parodies 3 (2013) | Lexi Belle, Bonnie Rotten i Gia DiMarco                                                         | Nominacja |
| 2014 | AVN Award        | Najlepsza scena seksu chłopak/dziewczyna                        | Planting Seeds 3 (2013)                  | Toni Ribas                                                                                      | Nominacja |
| 2014 | AVN Award        | Najlepsza nowa gwiazdka                                         | –                                        | –                                                                                               | Nominacja |
| 2014 | AVN Award        | Najlepsza scena seksu grupowego                                 | The Madison’s Mad Mad Circus (2013)      | Kelly Madison, Kendra Lust, Anikka Albrite, Brooklyn Chase, Jacky Joy, Romi Rain i Ryan Madison | Nominacja |
| 2014 | AVN Award        | Najlepsza złośnica                                              | Trashy (2013)                            | –                                                                                               | Nominacja |
| 2014 | AVN Award        | Najlepsza scena seksu triolizmu – dziewczyna/dziewczyna/chłopak | I Am Christy Mack (2013)                 | Bailey Blue i Toni Ribas                                                                        | Nominacja |
| 2014 | AVN Award        | Nagroda fanów: Najbardziej obiecująca Nowa Gwiazdka             | –                                        | –                                                                                               | Wygrana   |
| 2014 | XBIZ Award       | Najlepsza nowa gwiazdka                                         | –                                        | –                                                                                               | Wygrana   |
| 2014 | XBIZ Award       | Crossoverowa gwiazda roku                                       | –                                        | –                                                                                               | Nominacja |
| 2014 | XBIZ Award       | Wykonawczyni internetowa roku ChristyMack.com                   | –                                        | –                                                                                               | Nominacja |
| 2014 | XRCO Award       | Nowa gwiazdka                                                   | –                                        | –                                                                                               | Nominacja |
| 2015 | AVN Award        | Nagroda fanów: Gwiazda mediów społecznościowych                 | –                                        | –                                                                                               | Nominacja |
| 2015 | AVN Award        | Nagroda fanów: Najlepsze piersi                                 | –                                        | –                                                                                               | Nominacja |
| 2015 | AVN Award        | Najlepsza scena seksu grupowego                                 | Baby Got Boobs 14 (2014)                 | Keiran Lee, Danny D, Romi Rain, Raven Bay i Rikki Six                                           | Nominacja |
| 2015 | AVN Award        | Nagroda fanów: Ulubiona gwiazda porno                           | –                                        | –                                                                                               | Nominacja |
| 2015 | AVN Award        | Nagroda fanów: Najgorętszy tyłek                                | –                                        | –                                                                                               | Nominacja |
| 2016 | AVN Award        | Najlepsza scena solo / Najlepsza złośnica                       | Christy (2014)                           | –                                                                                               | Nominacja |
| 2017 | AVN Award        | Gwiazda roku głównego nurtu                                     | –                                        | –                                                                                               | Nominacja |
| 2019 | Nightmoves Award | Najlepsza tancerka filmów pełnometrażowych dla dorosłych        | –                                        | –                                                                                               | Nominacja |
| 2019 | Nightmoves Award | Najlepsza gwiazda mediów społecznościowych                      | –                                        | –                                                                                               | Nominacja |